# Fernando I de las Dos Sicilias
Fernando I de las Dos Sicilias (en italiano: Ferdinando I delle Due Sicilie) (Nápoles, 12 de enero de 1751-Ib., 4 de enero de 1825) fue un infante español de la casa de Borbón que ocupó los tronos de Nápoles (como Fernando IV) y Sicilia (como Fernando III) en tres períodos  (1759-1799, 1799-1806 y 1815-1816). En 1816, ambos reinos fueron fusionados formando el reino de las Dos Sicilias, Fernando gobernó sobre este nuevo estado hasta su muerte en 1825. 
Era el tercer hijo de Carlos VII de Nápoles (futuro Carlos III de España) y de María Amalia de Sajonia. Cuando su padre heredó la Corona española (debido a la muerte sin descendencia de su medio-hermano, Fernando VI de España), Fernando se convirtió en el sucesor de los reinos italianos de su padre, pues los acuerdos internacionales impedían que se reunieran ambas coronas. Ninguno de sus hermanos o hermanas le sobrevivieron, siendo además el hijo de Carlos III que reinó por más tiempo, concretamente en Sicilia de forma ininterrumpida durante 66 años, entre 1759 y 1825.

## Títulos

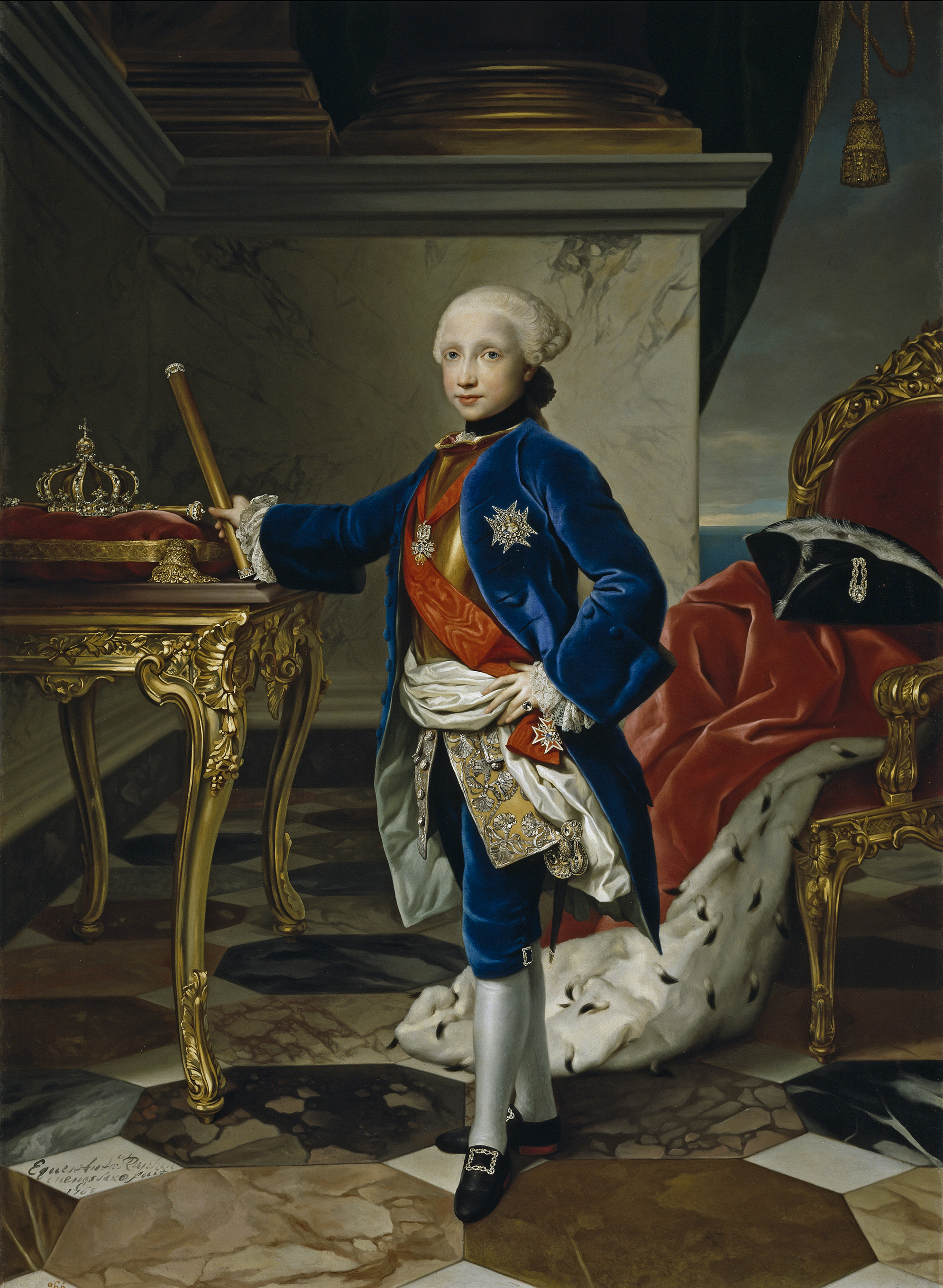
Fernando en 1760, a la edad de nueve años, por Anton Raphael Mengs.

Fernando fue nombrado a la vez Fernando III de Sicilia (6 de enero de 1759-8 de diciembre de 1816) y Fernando IV de Nápoles (6 de octubre de 1759-23 de enero de 1799; 13 de junio de 1799-30 de marzo de 1806; 3 de mayo de 1815-8 de diciembre de 1816).
El 23 de enero de 1799, el Reino de Nápoles fue declarado abolido para ser reemplazado por la República Napolitana o República Partenopea la que solamente duraría hasta el 13 de junio de 1799. Fernando fue restaurado en el trono por un corto espacio de tiempo. El 30 de marzo de 1806, Napoleón I de Francia declaró a Fernando depuesto y lo reemplazó con su propio hermano José Bonaparte. Fernando fue restaurado por una tercera vez por su victoria en la batalla de Tolentino (3 de mayo de 1815) sobre el monarca rival Joaquín I. El 8 de diciembre de 1816, reunió los tronos de Sicilia y Nápoles en el Reino de las Dos Sicilias y continuó rigiendo como gobernante hasta su muerte el 4 de enero de 1825. No obstante, su reinado fue principalmente dominado por su esposa.

## Infancia
Fernando había nacido en Nápoles. Cuando su padre ascendió al trono español en 1759, Fernando, de acuerdo a los tratados que prohibían la unión de las dos coronas, lo sucedió como rey de Nápoles, bajo una regencia presidida por el toscano Bernardo Tanucci. Este, un capacitado y ambicioso político, mantiene la mayor cuota de poder en sus manos, adrede fue negligente con la educación del joven rey, y lo alentó en su amor al placer, su pereza y su excesiva dedicación a los deportes al aire libre. Fernando tenía porte atlético, pero ignorante, mal educado, adicto a las diversiones más bajas; se deleitaba en la compañía de los lazzaroni, cuyo dialecto y costumbres él utilizaba, e incluso vendía pescado en el mercado, regateando el precio.

### Reinado

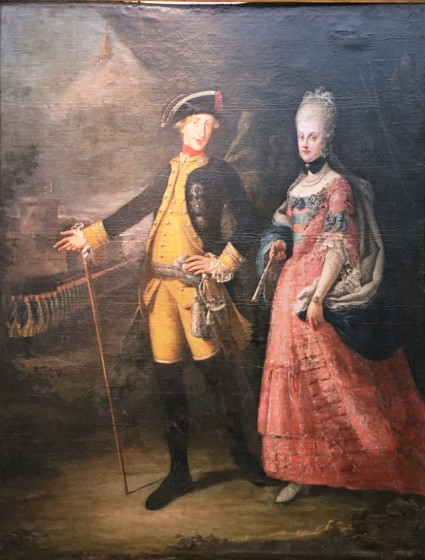
Fernando y María Carolina.

Finalizada la minoría de Fernando en 1767, su primer acto fue la expulsión de los Jesuitas. Al siguiente año contrajo matrimonio con María Carolina, hija de la emperatriz María Teresa de Austria y hermana del Emperador José II y de María Antonieta futura reina de Francia. Por el contrato matrimonial la reina iba a tener voz en el consejo de estado después del nacimiento de su primer hijo varón, y ella no tardó en beneficiarse, de este modo, de su influencia política. Hermosa, hábil y altiva, igual que su madre, pero cruel y pérfida, su ambición fue aumentando hasta lograr una posición de gran poder en el Reino de Nápoles; ella vino pronto a usar completamente el poder sobre su estúpido y perezoso esposo, y era la verdadera gobernante del reino.
Tanucci, quien intentó contrarrestarla, fue destituido en 1777, y un inglés sir John Acton, quien en 1779 era nombrado director de la marina, lo sucedió de esta manera ganando completamente el favor de María Carolina. Para ayudarla en sus planes de liberar Nápoles de España bajo la influencia de una alianza con Austria e Inglaterra, llegó a ser enseguida el primer ministro. Aunque no fue un mero aventurero usurpador, fue en gran medida responsable del paso de una reducción de la administración interna del reino a un sistema de espionaje, corrupción y crueldad.
En el estallido de la Revolución Francesa en 1789 la corte napolitana no era hostil al movimiento, y la reina simpatizaba en paralelo con las ideas revolucionarias de esos días. Pero, cuando la monarquía francesa fue abolida y el rey Luis XVI y la reina (su hermana María Antonieta) fueron ejecutados, Fernando y María Carolina fueron presa de una sensación de peligro y horror, y se unieron a la Primera Coalición contra Francia en el año 1793.

## Ocupación francesa
Aun cuando la paz fue hecha con Francia en 1796, las demandas del Directorio Francés, cuyas tropas ocuparon Roma, sobresaltaron al rey una vez más. Su esposa le instigó a tomar ventaja de la ausencia de Napoleón en Egipto y de las victorias de Nelson en la guerra. Marchó con sus ejércitos contra los franceses y entró en Roma (29 de noviembre). Sin embargo, con la derrota de algunas de sus columnas regresó precipitadamente a Nápoles, y con la aproximación de las tropas francesas, escapó embarcando con Nelson a bordo del Vanguard a Sicilia, viviendo en medio de un estado de anarquía en su capital, Palermo. El clima era extremadamente tormentoso y el hijo menor del rey, el príncipe Alberto, de 6 años, murió de agotamiento durante el viaje, en brazos de Emma, Lady Hamilton, la amante de Nelson.
Los franceses entraron a la ciudad en medio de la feroz resistencia de los lazzaroni, quienes eran seguidores del rey, y con la ayuda de los nobles y burgueses establecieron la República Napolitana o Partenopea (enero de 1799). Cuando unas pocas semanas después las tropas francesas volvieron al norte de Italia, Fernando I envió a Calabria una expedición compuesta de campesinos y bandidos bajo el mando del cardenal Ruffo, un hombre de capacidad contrastada y muy leal al rey, para reconquistar el reino del continente. La expedición de Ruffo fue un completo éxito, y llegó a Nápoles en mayo de 1800. Pero sus ejércitos y los lazzaroni cometieron atrocidades sin nombre que, aunque él trato honestamente de impedir, hicieron que la República Partenopea se derrumbase.
El rey, y sobre todo la reina, intervinieron para que no se mostrase misericordia a los rebeldes, y María Carolina hizo uso de Lady Hamilton, para inducir a Nelson a que llevase a cabo por ella su propia venganza rencorosa. María Carolina usó, como única excusa, que era hermana de María Antonieta. La palabra misma "republicanos" o "jacobinos" la llenaba de odio.

### Tercera coalición

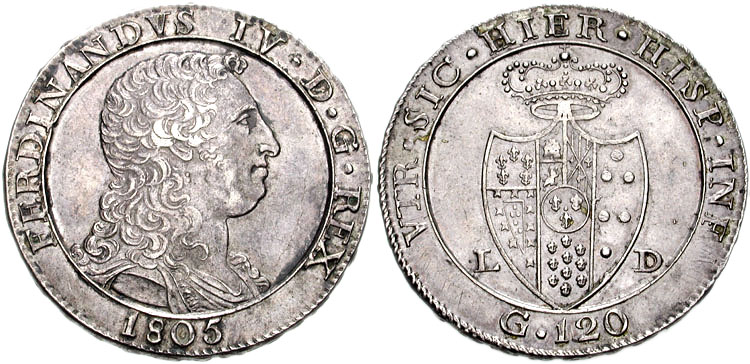
Piastra de Fernando IV de Nápoles, 1805. Con la leyenda: FERDINANDVS IV D.G.REX Fernando IV por la Gracia de Dios Rey/L.D. (Luigi Diodati, maestro ensayador). VTR.SIC.HIER.HISP.INF. de ambas Sicilas, Jerusalén, Infante de España

El rey regresó a Nápoles poco después, y ordenó al por mayor arrestos y ejecuciones de supuestos liberales, los cuales continuaron prosperando bajo los franceses forzándolo a conceder un tratado que incluía amnistía para los partidarios de los franceses. Cuando estalló la guerra entre Francia y Austria en 1805, Fernando I firmó un tratado de neutralidad con los primeros, pero unos pocos días después se alió con Austria y consintió que las fuerzas anglo-rusas pasaran por Nápoles (ver Primera Coalición).
La victoria francesa en la batalla de Austerlitz el 2 de diciembre de 1805 permitió a Napoleón enviar un ejército al sur de Italia. Fernando I huyó precipitadamente a Palermo (23 de enero de 1806), seguido pronto por su esposa e hijo. Pocos días después, el 14 de febrero de 1806, los franceses entraban en Nápoles. Napoleón declaró que la dinastía de Borbón había perdido el trono, proclamando a su hermano mayor, José como rey de Nápoles y Sicilia. Sin embargo, Fernando I continuó su reinado en Sicilia bajo la protección británica. En la isla existían instituciones parlamentarias de cuño feudal desde hacía mucho tiempo, y el ministro británico, Lord Guillermo Bentinck, insistió en una reforma constitucional como las constituciones inglesa y francesa. El rey de hecho abdicó su poder en su hijo Francisco, que ofició de regente, y la reina, a instancias de Bentinck, fue exiliada a Austria, donde murió en 1814.

### La Restauración

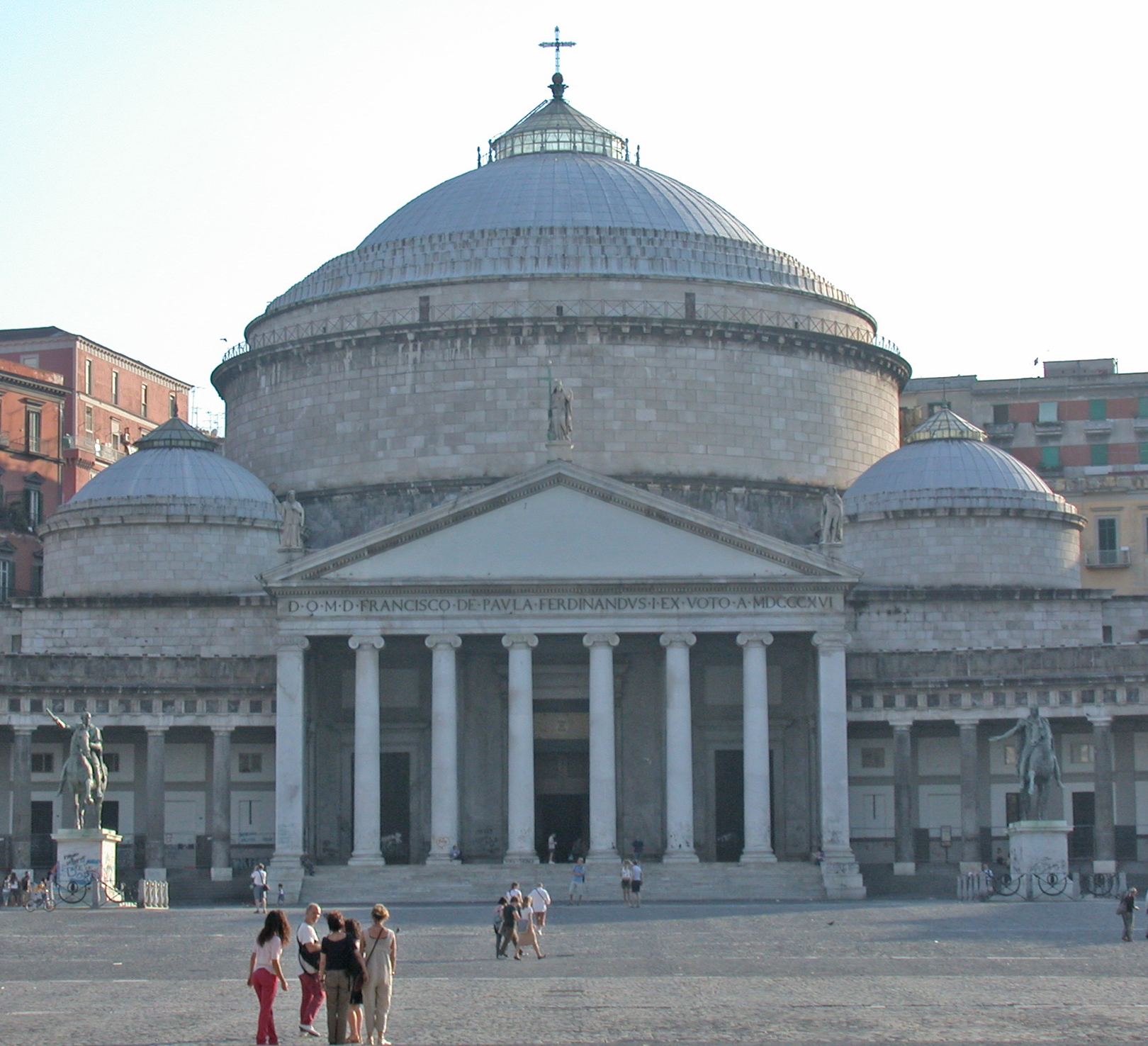
Iglesia de San Francesco da Paola (San Francisco de Paula), Nápoles estilo neoclásico, terminada en 1816 como ex voto, para Fernando por su regreso.

Después de la caída de Napoleón, Joaquín Murat, quien había sucedido a José Bonaparte como rey de Nápoles en 1808, fue destronado y posteriormente fusilado (1815), y Fernando I retornó a Nápoles y a su espléndido palacio de Caserta. Por un tratado secreto había limitado avanzar a una tendencia constitucional que Austria deseaba aprobar en cualquier momento; pero, aunque en términos generales actuó de acuerdo con Metternich y con la política de preservar el status quo, se mantuvo con ligeros cambios. Pero las leyes de Murat y su sistema administrativo las aprovechó para abolir la Constitución de 1812 de Sicilia, violando su propio juramento, y proclamó la unión de los dos estados en el Reino de las Dos Sicilias el 12 de diciembre de 1816.
Fernando I estaba ahora completamente subordinado a Austria. Un austríaco, el Conde Nugent, fue nombrado comandante en jefe del ejército; y durante cuatro años reinó como un déspota. Todos los esfuerzos tentativos a la libertad de expresión y opinión fueron despiadadamente reprimidos.

### La Revolución de 1820
La supresión de la libertad de expresión y opinión provocó una alarmante propagación de la influencia y actividad de la sociedad secreta de los carbonarios, con el tiempo afecta a su vez a una gran parte del ejército. En julio de 1820 una sublevación militar estalló al mando del general Guglielmo Pepe, carbonario, y Fernando I se aterrorizó al estar subscrita a una Constitución siciliana que seguía el modelo de la Constitución española de 1812. Por otra parte, una revuelta en Sicilia a favor de la recuperación de su independencia fue suprimida por las tropas napolitanas.
El éxito de la revolución militar en Nápoles alarmó seriamente a los poderes de la Santa Alianza, quienes temieron que se extendiera a otros estados italianos y así se diera lugar a otra conflagración general europea, algo cuya evitación era su principal objetivo. Tras largas negociaciones diplomáticas se decidió celebrar el Congreso de Troppau (octubre de 1820). Y los principales resultados de este congreso fueron, en primer lugar, la redacción del famoso Protocolo de Troppau, firmado únicamente por Austria, Prusia y Rusia, y, en segundo lugar, una invitación al rey Fernando I para ocuparse del cierre del Congreso de Laibach (1821), una invitación la cual el Reino Unido aprobó "en el sentido de negociación", pero que bajo cuerda apoyaba plenamente. En Laibach, Fernando I jugó un papel tan triste como para provocar el desprecio de aquellos cuya política sería utilizada por él para volver a establecerse en el poder absoluto. Él había jurado dos veces, con gratuita solemnidad, mantener la nueva Constitución; pero apenas habían dejado Nápoles repudió sus juramentos, y en cartas dirigidas a todos los soberanos de Europa, declaró que sus actos quedaban nulos y sin efecto. Una actitud tan poco decorosa amenazó con derrocar los objetivos mismos de las fuerzas reaccionarias, y Friedrich von Gentz ordenó al Congreso que estas protestas debían ser clausuradas en los archivos, ofreciéndose al mismo tiempo escribir para el rey una carta digna en la que debería expresar su reticencia a tener que violar sus juramentos alegando fuerza irresistible. Pero, bajo estas circunstancias, Metternich no tuvo dificultad en convencer al rey para que un ejército austríaco marchara hacía Nápoles para restaurar el orden.
La campaña que siguió dio poco crédito tanto a los austríacos como a los napolitanos. Los últimos, al mando del General Pepe, no hicieron intento alguno para obstruir los desfiladeros de Abruzos, donde fueron derrotados después de una poco entusiasta lucha en Rieti (7 de marzo de 1821). Los austríacos pudieron así entrar en Nápoles. El parlamento fue ahora descartado, y Fernando I inauguró una era de persecución salvaje con apoyo de espías e informadores contra los liberales y los carbonarios. Incluso el comandante austriaco protestó en vano contra la barbarie que su intrusión había hecho posible.

## Años posteriores
Tras la victoria austríaca, el Parlamento fue disuelto y Fernando reprimió a los liberales y carbonarios. Austria aprovechó la victoria para imponer su control sobre la política interior y exterior de Nápoles. El conde Charles-Louis de Ficquelmont fue nombrado embajador de Austria en Nápoles, que prácticamente administró el país, además de gestionar la ocupación y fortalecer la influencia austríaca sobre las élites napolitanas.
Fernando murió en Nápoles el 4 de enero de 1825. Fue el último hijo superviviente de Carlos III.

## Matrimonio y descendencia
Fernando contrajo matrimonio en 1768 con su pariente lejana María Carolina (1752-1814), hija de la emperatriz (María Teresa), de cuyo matrimonio tuvieron dieciocho hijos, de los cuales ocho llegaron a edad adulta:
- María Teresa (1772-1807), esposa de Francisco II del Sacro Imperio Romano Germánico.
- Luisa María (1773-1802), esposa del gran duque Fernando III de Toscana.
- Carlos Francisco (1775-1778), duque de Calabria, murió en la infancia.
- María Ana (1775-1780), murió en la infancia.
- Francisco Genaro, duque de Calabria (1777-1830), luego rey Francisco I.
- María Cristina (1779-1849), esposa del rey Carlos Félix de Cerdeña.
- María Cristina Amelia (1779-1783), gemela de la anterior, murió en la infancia.
- Carlos Genaro (1780-1789), murió en la infancia.
- José Carlos  (1781-1783), murió en la infancia.
- María Amelia (1782-1866), esposa del rey Luis Felipe I de Francia.
- Una hija fallecida al nacer (1783).
- María Antonia (1784-1806), esposa del rey Fernando VII de España.
- María Clotilde (1786-1792), murió en la infancia.
- María Enriqueta (1787-1792), murió en la infancia.
- Carlos Genaro (1788-1789), murió en la infancia.
- Leopoldo Juan (1790-1851), príncipe de Salerno, casado con la archiduquesa María Clementina de Austria, hija de su hermana, la archiduquesa María Teresa.
- Alberto Luis (1792-1798), murió en la infancia.
- María Isabel (1793-1801), murió en la infancia.

## Títulos y tratamientos
Esta tabla aún no está actualizada. Puedes contribuir aportando información sobre títulos y tratamientos de esta persona.

## Ancestros
| \| \| \| \| \| \| \| \| \| \| \| \| \| \| \| \| \| \| \| \| 16. Luis XIV de Francia \| \| \| \| \| \| \| \| \| \| \| \| \| \| \| \| \| \| \| \| \| \| \| \| \| \| \| \| \| \| \| \| \| \| \| \| \| \| \| \| \| \| \| \| \| \| \| \| \| \| \| \| \| \| 8. Luis, delfín de Francia \| \| \| \| \| \| \| \| \| \| \| \| \| \| \| \| \| \| \| \| \| \| \| \| \| \| \| \| \| \| \| \| \| \| \| \| \| \| \| \| \| \| \| \| \| \| \| \| \| \| \| \| \| \| 17. María Teresa de Austria \| \| \| \| \| \| \| \| \| \| \| \| \| \| \| \| \| \| \| \| \| \| \| \| \| \| \| \| \| \| \| \| \| \| \| \| \| \| \| \| \| \| \| \| \| \| \| \| \| \| \| \| \| \| 4. Felipe V, rey de España \| \| \| \| \| \| \| \| \| \| \| \| \| \| \| \| \| \| \| \| \| \| \| \| \| \| \| \| \| \| \| \| \| \| \| \| \| \| \| \| \| \| \| \| \| \| \| \| \| \| \| \| \| \| 18. Fernando María de Baviera \| \| \| \| \| \| \| \| \| \| \| \| \| \| \| \| \| \| \| \| \| \| \| \| \| \| \| \| \| \| \| \| \| \| \| \| \| \| \| \| \| \| \| \| \| \| \| \| \| \| \| \| \| \| 9. Duquesa María Ana de Baviera \| \| \| \| \| \| \| \| \| \| \| \| \| \| \| \| \| \| \| \| \| \| \| \| \| \| \| \| \| \| \| \| \| \| \| \| \| \| \| \| \| \| \| \| \| \| \| \| \| \| \| \| \| \| 19. Enriqueta Adelaida de Saboya \| \| \| \| \| \| \| \| \| \| \| \| \| \| \| \| \| \| \| \| \| \| \| \| \| \| \| \| \| \| \| \| \| \| \| \| \| \| \| \| \| \| \| \| \| \| \| \| \| \| \| \| \| \| 2. Carlos III, rey de España \| \| \| \| \| \| \| \| \| \| \| \| \| \| \| \| \| \| \| \| \| \| \| \| \| \| \| \| \| \| \| \| \| \| \| \| \| \| \| \| \| \| \| \| \| \| \| \| \| \| \| \| \| \| 20. Renato II Farnesio \| \| \| \| \| \| \| \| \| \| \| \| \| \| \| \| \| \| \| \| \| \| \| \| \| \| \| \| \| \| \| \| \| \| \| \| \| \| \| \| \| \| \| \| \| \| \| \| \| \| \| \| \| \| 10. Eduardo II, duque de Parma \| \| \| \| \| \| \| \| \| \| \| \| \| \| \| \| \| \| \| \| \| \| \| \| \| \| \| \| \| \| \| \| \| \| \| \| \| \| \| \| \| \| \| \| \| \| \| \| \| \| \| \| \| \| 21. Isabel de Este \| \| \| \| \| \| \| \| \| \| \| \| \| \| \| \| \| \| \| \| \| \| \| \| \| \| \| \| \| \| \| \| \| \| \| \| \| \| \| \| \| \| \| \| \| \| \| \| \| \| \| \| \| \| 5. Princesa Isabel de Parma \| \| \| \| \| \| \| \| \| \| \| \| \| \| \| \| \| \| \| \| \| \| \| \| \| \| \| \| \| \| \| \| \| \| \| \| \| \| \| \| \| \| \| \| \| \| \| \| \| \| \| \| \| \| 22. Felipe Guillermo I, elector palatino \| \| \| \| \| \| \| \| \| \| \| \| \| \| \| \| \| \| \| \| \| \| \| \| \| \| \| \| \| \| \| \| \| \| \| \| \| \| \| \| \| \| \| \| \| \| \| \| \| \| \| \| \| \| 11. Condesa palatina Dorotea Sofía de Palatinado-Neoburgo \| \| \| \| \| \| \| \| \| \| \| \| \| \| \| \| \| \| \| \| \| \| \| \| \| \| \| \| \| \| \| \| \| \| \| \| \| \| \| \| \| \| \| \| \| \| \| \| \| \| \| \| \| \| 23. Isabel Amalia de Hesse-Darmstadt \| \| \| \| \| \| \| \| \| \| \| \| \| \| \| \| \| \| \| \| \| \| \| \| \| \| \| \| \| \| \| \| \| \| \| \| \| \| \| \| \| \| \| \| \| \| \| \| \| \| \| \| \| \| 1. Fernando I, rey de las Dos Sicilias \| \| \| \| \| \| \| \| \| \| \| \| \| \| \| \| \| \| \| \| \| \| \| \| \| \| \| \| \| \| \| \| \| \| \| \| \| \| \| \| \| \| \| \| \| \| \| \| \| \| \| \| \| \| 24. Juan Jorge III de Sajonia \| \| \| \| \| \| \| \| \| \| \| \| \| \| \| \| \| \| \| \| \| \| \| \| \| \| \| \| \| \| \| \| \| \| \| \| \| \| \| \| \| \| \| \| \| \| \| \| \| \| \| \| \| \| 12. Augusto II, rey de Polonia \| \| \| \| \| \| \| \| \| \| \| \| \| \| \| \| \| \| \| \| \| \| \| \| \| \| \| \| \| \| \| \| \| \| \| \| \| \| \| \| \| \| \| \| \| \| \| \| \| \| \| \| \| \| 25. Ana Sofía de Dinamarca \| \| \| \| \| \| \| \| \| \| \| \| \| \| \| \| \| \| \| \| \| \| \| \| \| \| \| \| \| \| \| \| \| \| \| \| \| \| \| \| \| \| \| \| \| \| \| \| \| \| \| \| \| \| 6. Augusto III, rey de Polonia \| \| \| \| \| \| \| \| \| \| \| \| \| \| \| \| \| \| \| \| \| \| \| \| \| \| \| \| \| \| \| \| \| \| \| \| \| \| \| \| \| \| \| \| \| \| \| \| \| \| \| \| \| \| 26. Cristián Ernesto, Margrave de Brandeburgo-Bayreuth \| \| \| \| \| \| \| \| \| \| \| \| \| \| \| \| \| \| \| \| \| \| \| \| \| \| \| \| \| \| \| \| \| \| \| \| \| \| \| \| \| \| \| \| \| \| \| \| \| \| \| \| \| \| 13. Cristiana Eberardina de Brandeburgo-Bayreuth \| \| \| \| \| \| \| \| \| \| \| \| \| \| \| \| \| \| \| \| \| \| \| \| \| \| \| \| \| \| \| \| \| \| \| \| \| \| \| \| \| \| \| \| \| \| \| \| \| \| \| \| \| \| 27. Sofía Luisa de Württemberg \| \| \| \| \| \| \| \| \| \| \| \| \| \| \| \| \| \| \| \| \| \| \| \| \| \| \| \| \| \| \| \| \| \| \| \| \| \| \| \| \| \| \| \| \| \| \| \| \| \| \| \| \| \| 3. Princesa María Amalia de Sajonia \| \| \| \| \| \| \| \| \| \| \| \| \| \| \| \| \| \| \| \| \| \| \| \| \| \| \| \| \| \| \| \| \| \| \| \| \| \| \| \| \| \| \| \| \| \| \| \| \| \| \| \| \| \| 28. Leopoldo I de Habsburgo \| \| \| \| \| \| \| \| \| \| \| \| \| \| \| \| \| \| \| \| \| \| \| \| \| \| \| \| \| \| \| \| \| \| \| \| \| \| \| \| \| \| \| \| \| \| \| \| \| \| \| \| \| \| 14. José I de Habsburgo \| \| \| \| \| \| \| \| \| \| \| \| \| \| \| \| \| \| \| \| \| \| \| \| \| \| \| \| \| \| \| \| \| \| \| \| \| \| \| \| \| \| \| \| \| \| \| \| \| \| \| \| \| \| 29. Leonor Magdalena de Palatinado-Neoburgo \| \| \| \| \| \| \| \| \| \| \| \| \| \| \| \| \| \| \| \| \| \| \| \| \| \| \| \| \| \| \| \| \| \| \| \| \| \| \| \| \| \| \| \| \| \| \| \| \| \| \| \| \| \| 7. Archiduquesa María Josefa de Austria \| \| \| \| \| \| \| \| \| \| \| \| \| \| \| \| \| \| \| \| \| \| \| \| \| \| \| \| \| \| \| \| \| \| \| \| \| \| \| \| \| \| \| \| \| \| \| \| \| \| \| \| \| \| 30. Juan Federico, Duque de Brunswick-Luneburgo \| \| \| \| \| \| \| \| \| \| \| \| \| \| \| \| \| \| \| \| \| \| \| \| \| \| \| \| \| \| \| \| \| \| \| \| \| \| \| \| \| \| \| \| \| \| \| \| \| \| \| \| \| \| 15. Guillermina Amalia de Brunswick-Luneburgo \| \| \| \| \| \| \| \| \| \| \| \| \| \| \| \| \| \| \| \| \| \| \| \| \| \| \| \| \| \| \| \| \| \| \| \| \| \| \| \| \| \| \| \| \| \| \| \| \| \| \| \| \| \| 31. Benedicta Enriqueta de Simmern \| \| \| \| \| \| \| \| \| \| \| \| \| \| \| \| \| \| \| \| \| \| \| \| \| \| \| \| \| \| \| \| \| \| \| \| \| \| \| \| \| \| \| \| \| \| \| \| \| \| \| \| |                                                           |  |  |  |  |  |  |  |  |  |  |  |  |  |  |  |
| |                                                           |  |  |  |  |  |  |  |  |  |  |  |  |  |  |  |
| | 16. Luis XIV de Francia                                   |  |  |  |  |  |  |  |  |  |  |  |  |  |  |  |
| |                                                           |  |  |  |  |  |  |  |  |  |  |  |  |  |  |  |
| |                                                           |  |  |  |  |  |  |  |  |  |  |  |  |  |  |  |
| | 8. Luis, delfín de Francia                                |  |  |  |  |  |  |  |  |  |  |  |  |  |  |  |
| |                                                           |  |  |  |  |  |  |  |  |  |  |  |  |  |  |  |
| |                                                           |  |  |  |  |  |  |  |  |  |  |  |  |  |  |  |
| | 17. María Teresa de Austria                               |  |  |  |  |  |  |  |  |  |  |  |  |  |  |  |
| |                                                           |  |  |  |  |  |  |  |  |  |  |  |  |  |  |  |
| |                                                           |  |  |  |  |  |  |  |  |  |  |  |  |  |  |  |
| | 4. Felipe V, rey de España                                |  |  |  |  |  |  |  |  |  |  |  |  |  |  |  |
| |                                                           |  |  |  |  |  |  |  |  |  |  |  |  |  |  |  |
| |                                                           |  |  |  |  |  |  |  |  |  |  |  |  |  |  |  |
| | 18. Fernando María de Baviera                             |  |  |  |  |  |  |  |  |  |  |  |  |  |  |  |
| |                                                           |  |  |  |  |  |  |  |  |  |  |  |  |  |  |  |
| |                                                           |  |  |  |  |  |  |  |  |  |  |  |  |  |  |  |
| | 9. Duquesa María Ana de Baviera                           |  |  |  |  |  |  |  |  |  |  |  |  |  |  |  |
| |                                                           |  |  |  |  |  |  |  |  |  |  |  |  |  |  |  |
| |                                                           |  |  |  |  |  |  |  |  |  |  |  |  |  |  |  |
| | 19. Enriqueta Adelaida de Saboya                          |  |  |  |  |  |  |  |  |  |  |  |  |  |  |  |
| |                                                           |  |  |  |  |  |  |  |  |  |  |  |  |  |  |  |
| |                                                           |  |  |  |  |  |  |  |  |  |  |  |  |  |  |  |
| | 2. Carlos III, rey de España                              |  |  |  |  |  |  |  |  |  |  |  |  |  |  |  |
| |                                                           |  |  |  |  |  |  |  |  |  |  |  |  |  |  |  |
| |                                                           |  |  |  |  |  |  |  |  |  |  |  |  |  |  |  |
| | 20. Renato II Farnesio                                    |  |  |  |  |  |  |  |  |  |  |  |  |  |  |  |
| |                                                           |  |  |  |  |  |  |  |  |  |  |  |  |  |  |  |
| |                                                           |  |  |  |  |  |  |  |  |  |  |  |  |  |  |  |
| | 10. Eduardo II, duque de Parma                            |  |  |  |  |  |  |  |  |  |  |  |  |  |  |  |
| |                                                           |  |  |  |  |  |  |  |  |  |  |  |  |  |  |  |
| |                                                           |  |  |  |  |  |  |  |  |  |  |  |  |  |  |  |
| | 21. Isabel de Este                                        |  |  |  |  |  |  |  |  |  |  |  |  |  |  |  |
| |                                                           |  |  |  |  |  |  |  |  |  |  |  |  |  |  |  |
| |                                                           |  |  |  |  |  |  |  |  |  |  |  |  |  |  |  |
| | 5. Princesa Isabel de Parma                               |  |  |  |  |  |  |  |  |  |  |  |  |  |  |  |
| |                                                           |  |  |  |  |  |  |  |  |  |  |  |  |  |  |  |
| |                                                           |  |  |  |  |  |  |  |  |  |  |  |  |  |  |  |
| | 22. Felipe Guillermo I, elector palatino                  |  |  |  |  |  |  |  |  |  |  |  |  |  |  |  |
| |                                                           |  |  |  |  |  |  |  |  |  |  |  |  |  |  |  |
| |                                                           |  |  |  |  |  |  |  |  |  |  |  |  |  |  |  |
| | 11. Condesa palatina Dorotea Sofía de Palatinado-Neoburgo |  |  |  |  |  |  |  |  |  |  |  |  |  |  |  |
| |                                                           |  |  |  |  |  |  |  |  |  |  |  |  |  |  |  |
| |                                                           |  |  |  |  |  |  |  |  |  |  |  |  |  |  |  |
| | 23. Isabel Amalia de Hesse-Darmstadt                      |  |  |  |  |  |  |  |  |  |  |  |  |  |  |  |
| |                                                           |  |  |  |  |  |  |  |  |  |  |  |  |  |  |  |
| |                                                           |  |  |  |  |  |  |  |  |  |  |  |  |  |  |  |
| | 1. Fernando I, rey de las Dos Sicilias                    |  |  |  |  |  |  |  |  |  |  |  |  |  |  |  |
| |                                                           |  |  |  |  |  |  |  |  |  |  |  |  |  |  |  |
| |                                                           |  |  |  |  |  |  |  |  |  |  |  |  |  |  |  |
| | 24. Juan Jorge III de Sajonia                             |  |  |  |  |  |  |  |  |  |  |  |  |  |  |  |
| |                                                           |  |  |  |  |  |  |  |  |  |  |  |  |  |  |  |
| |                                                           |  |  |  |  |  |  |  |  |  |  |  |  |  |  |  |
| | 12. Augusto II, rey de Polonia                            |  |  |  |  |  |  |  |  |  |  |  |  |  |  |  |
| |                                                           |  |  |  |  |  |  |  |  |  |  |  |  |  |  |  |
| |                                                           |  |  |  |  |  |  |  |  |  |  |  |  |  |  |  |
| | 25. Ana Sofía de Dinamarca                                |  |  |  |  |  |  |  |  |  |  |  |  |  |  |  |
| |                                                           |  |  |  |  |  |  |  |  |  |  |  |  |  |  |  |
| |                                                           |  |  |  |  |  |  |  |  |  |  |  |  |  |  |  |
| | 6. Augusto III, rey de Polonia                            |  |  |  |  |  |  |  |  |  |  |  |  |  |  |  |
| |                                                           |  |  |  |  |  |  |  |  |  |  |  |  |  |  |  |
| |                                                           |  |  |  |  |  |  |  |  |  |  |  |  |  |  |  |
| | 26. Cristián Ernesto, Margrave de Brandeburgo-Bayreuth    |  |  |  |  |  |  |  |  |  |  |  |  |  |  |  |
| |                                                           |  |  |  |  |  |  |  |  |  |  |  |  |  |  |  |
| |                                                           |  |  |  |  |  |  |  |  |  |  |  |  |  |  |  |
| | 13. Cristiana Eberardina de Brandeburgo-Bayreuth          |  |  |  |  |  |  |  |  |  |  |  |  |  |  |  |
| |                                                           |  |  |  |  |  |  |  |  |  |  |  |  |  |  |  |
| |                                                           |  |  |  |  |  |  |  |  |  |  |  |  |  |  |  |
| | 27. Sofía Luisa de Württemberg                            |  |  |  |  |  |  |  |  |  |  |  |  |  |  |  |
| |                                                           |  |  |  |  |  |  |  |  |  |  |  |  |  |  |  |
| |                                                           |  |  |  |  |  |  |  |  |  |  |  |  |  |  |  |
| | 3. Princesa María Amalia de Sajonia                       |  |  |  |  |  |  |  |  |  |  |  |  |  |  |  |
| |                                                           |  |  |  |  |  |  |  |  |  |  |  |  |  |  |  |
| |                                                           |  |  |  |  |  |  |  |  |  |  |  |  |  |  |  |
| | 28. Leopoldo I de Habsburgo                               |  |  |  |  |  |  |  |  |  |  |  |  |  |  |  |
| |                                                           |  |  |  |  |  |  |  |  |  |  |  |  |  |  |  |
| |                                                           |  |  |  |  |  |  |  |  |  |  |  |  |  |  |  |
| | 14. José I de Habsburgo                                   |  |  |  |  |  |  |  |  |  |  |  |  |  |  |  |
| |                                                           |  |  |  |  |  |  |  |  |  |  |  |  |  |  |  |
| |                                                           |  |  |  |  |  |  |  |  |  |  |  |  |  |  |  |
| | 29. Leonor Magdalena de Palatinado-Neoburgo               |  |  |  |  |  |  |  |  |  |  |  |  |  |  |  |
| |                                                           |  |  |  |  |  |  |  |  |  |  |  |  |  |  |  |
| |                                                           |  |  |  |  |  |  |  |  |  |  |  |  |  |  |  |
| | 7. Archiduquesa María Josefa de Austria                   |  |  |  |  |  |  |  |  |  |  |  |  |  |  |  |
| |                                                           |  |  |  |  |  |  |  |  |  |  |  |  |  |  |  |
| |                                                           |  |  |  |  |  |  |  |  |  |  |  |  |  |  |  |
| | 30. Juan Federico, Duque de Brunswick-Luneburgo           |  |  |  |  |  |  |  |  |  |  |  |  |  |  |  |
| |                                                           |  |  |  |  |  |  |  |  |  |  |  |  |  |  |  |
| |                                                           |  |  |  |  |  |  |  |  |  |  |  |  |  |  |  |
| | 15. Guillermina Amalia de Brunswick-Luneburgo             |  |  |  |  |  |  |  |  |  |  |  |  |  |  |  |
| |                                                           |  |  |  |  |  |  |  |  |  |  |  |  |  |  |  |
| |                                                           |  |  |  |  |  |  |  |  |  |  |  |  |  |  |  |
| | 31. Benedicta Enriqueta de Simmern                        |  |  |  |  |  |  |  |  |  |  |  |  |  |  |  |
| |                                                           |  |  |  |  |  |  |  |  |  |  |  |  |  |  |  |
| |                                                           |  |  |  |  |  |  |  |  |  |  |  |  |  |  |  |

## Sucesión
| Títulos Reales                                     | |                                                |
| Predecesor: Carlos VII de Nápoles y V de Sicilia   | Rey de Nápoles y Sicilia (Reino de Sicilia) 1759-1816 bajo protección británica (1805-1815)                                                 | Sucesor: Él mismo como rey de las Dos Sicilias |
| Predecesor: Carlos VII de Nápoles y V de Sicilia   | Rey de Nápoles y Sicilia (Reino de Nápoles) 1759-1816 enfrentado a la República Partenopea (1799); José I (1806-1808) y Joaquín (1808-1815) | Sucesor: Él mismo como rey de las Dos Sicilias |
| Predecesor: Él mismo como rey de Nápoles y Sicilia | Rey de las Dos Sicilias 1816-1825 | Sucesor: Francisco I                           |